# A Ride on a Toy Railway
A Ride on a Toy Railway è un cortometraggio muto del 1904. Il nome del regista non viene riportato nei credit del film né vi appare quello di un operatore.

## Produzione
Il film fu prodotto dalla Hepworth.

## Distribuzione
Distribuito dalla Hepworth, il documentario - un cortometraggio della lunghezza di 99 metri - presumibilmente uscì nelle sale cinematografiche britanniche nel 1904.
Non si hanno altre notizie del film che si ritiene perduto, forse distrutto nel 1924 quando il produttore Cecil M. Hepworth, ormai fallito, cercò di recuperare l'argento del nitrato fondendo le pellicole.